# 罗尼·弗洛雷斯
罗尼·弗洛雷斯（Rony Flores，1984年9月28日—），是一名洪都拉斯足球运动员。

## 简介
罗尼·弗洛雷斯在回国踢球前的几个赛季曾効力于乌拉圭联赛的球队，但表现平平。2010年返回洪都拉斯効力其国內著名球队马拉松竞技。2010年11月，弗洛雷斯入选洪都拉斯国家队，並于11月17日与巴拿马的一场热身赛首次为国家队出场。
弗洛雷斯在2010-11年的洪都拉斯甲级联赛为马拉松竞技队打进14球，成为联赛最佳射手。2011年7月，弗洛雷斯到中国球队深圳红钻试训，成功通过试训后，由于弗洛雷斯和马拉松竞技的合同尚未完结，深圳红钻宣布与弗洛雷斯签订为期一年半租借合同。同年7月10日，弗洛雷斯首次为深圳队出场就打进1球。
2012年赛季开始前，深圳红钻打算将与球队还有一年租借合同的弗洛雷斯租借到其他球队効力以腾出名额引进新外援，不过由于担心新外援不愿成为替补加上转会截止时间迫近，而弗洛雷斯最终用表现和态度已经证明他更适合球队而得到留用。